# Las noches que no mueren
«Las noches que no mueren» es la quinta canción del álbum Cometas por el cielo, y fue la tercera en ser emitida, después de "Día cero" y del sencillo de "La niña que llora en tus fiestas", a través del programa de radio Del 40 al 1 de Los 40 Principales el 6 de septiembre.

## Acerca de la canción
Según el grupo: "Sentimos que es la canción que más nos transporta a nuestros comienzos. El sonido y los arreglos podían estar en cualquier disco nuestro anterior. Un amor con fecha límete o como en esta historia, con el límite de la salida de un autobús, se vive con una intensidad que colorea los sentimientos y las sensaciones. Luchar el resto de tu vida contra lo que pudo ser y no fue convertirá aquel amor en un mito y contra los mitos, es muy difícil luchar. Esta canción es la elegida por la consejería de turismo de Cancún para que seamos embajadores del estado de Quintana Roo y de todo México en España. Algo que nos llena de orgullo porque México es y será siempre nuestra segunda casa". 
Es además una canción al más puro estilo de 'La Oreja de Van Gogh' en la que intervienen un paraguas, un autobús y una fecha: el 3 de diciembre.

## Videoclip
La canción cuenta con un videoclip grabado en Cancún, México. En el video se muestran imágenes del grupo conviviendo en diferentes situaciones y sobre todo, disfrutando el hermoso Cancún. Aunque la canción tiene un videoclip, el mismo grupo ha dejado claro que esta canción no es un sencillo del disco, sino que es para promocionar México en España.